# Katako-Kombe (territoire)
Le territoire de Katako-Kombe est une entité déconcentrée de la province du Sankuru en république démocratique du Congo.

## Géographie
Le territoire s'étend au nord de la province de Sankuru.

## Commune
Le territoire compte une commune rurale de moins de 80 000 électeurs.
- Katako-Kombe, (7 conseillers municipaux)

## Secteurs
Il est divisé en 10 secteurs : Basambala, Djalo, Lukumbe, Batetela, Arabises (Lomami), Lonya, Ngandu (Katako-Kombe), Ukulungu, Watambulu-nord, Watambulu-Sud.